# Rick Najera
Rick Najera est un acteur, scénariste et producteur américain.

## Filmographie
Acteur
- 1988 : China Beach (TV) : Dayglo
- 1990 : Red Surf : Calavera
- 1990 : Why me? Un plan d'enfer (Why Me?) de Gene Quintano : Reporter
- 1991 : Attention : Le meurtre peut nuire à la santé (Columbo: Caution - Murder Can Be Hazardous to Your Health) (TV) : Henry Santos
- 1994 : Floundering : Good Samaritan
- 2004 : A Day Without a Mexican (en) de Sergio Arau : Magician Announcer
- 2005 : How the Garcia Girls Spent Their Summer (en) : Jose Luis'
- 2006 : Pledge This: Panique à la fac ! de William Heins et Strathford Hamilton

Producteur
- 1999 : Kiki desde Hollywood (série TV)